# Matrice di confusione
Nell'ambito del Machine learning, la matrice di confusione, detta anche tabella di errata classificazione, restituisce una rappresentazione dell'accuratezza di classificazione statistica.
Ogni colonna della matrice rappresenta i valori predetti, mentre ogni riga rappresenta i valori reali. L'elemento sulla riga i e sulla colonna j è il numero di casi in cui il classificatore ha classificato la classe "vera" i come classe j.
Attraverso questa matrice è osservabile se vi è "confusione" nella classificazione di diverse classi.
Attraverso l'uso della matrice di confusione è possibile calcolare il coefficiente kappa, anche conosciuto come coefficiente kappa di Cohen.

## Esempio
Esaminiamo il caso di una classificazione dove si distinguono tre classi: gatto, cane e coniglio. Nelle righe si scrivono i valori veri, reali. Mentre nelle colonne quelli predetti, stimati dal sistema. 
|       |          | Predetti | Predetti | Predetti | Somma |
|       |          | Gatto    | Cane     | Coniglio | Somma |
| ----- | -------- | -------- | -------- | -------- | ----- |
| Reali | Gatto    | 5        | 2        | 0        | 7     |
| Reali | Cane     | 3        | 3        | 2        | 8     |
| Reali | Coniglio | 0        | 1        | 11       | 12    |
| Somma |          | 8        | 6        | 13       | 27    |

Nell'esempio si può notare che dei 7 gatti reali, il sistema ne ha classificati 2 come cani. Allo stesso modo si può notare come dei 12 conigli veri, solamente 1 è stato classificato erroneamente. Gli oggetti che sono stati classificati correttamente sono indicati sulla diagonale della matrice, per questo è immediato osservare dalla matrice se il classificatore ha commesso o no degli errori.
Inoltre, è possibile ottenere due valori di accuratezza significativi:
- Producer Accuracy di X = (numero di valori correttamente classificati come classe X) / (numero di valori appartenenti alla classe X)
- User Accuracy di X = (numero di valori correttamente classificati come classe X) / (numero di valori classificati come classe X)

Nel caso della classe "gatto", questo ha i seguenti valori (vedi la matrice qui sopra):
- {\displaystyle P.A.=5/7=71,4\%}
- {\displaystyle U.A.=5/8=62,5\%}

## Matrice di confusione
Nell'apprendimento automatico questa tabella può anche essere utilizzata con i valori di "veri positivi"/"falsi positivi" e "falsi negativi"/"veri negativi".
|              |        | Valori predetti | Valori predetti |        |
|              |        | n'              | p'              | totale |
| ------------ | ------ | --------------- | --------------- | ------ |
| Valori Reali | n      | Veri negativi   | Falsi positivi  | N      |
| Valori Reali | p      | Falsi negativi  | Veri positivi   | P      |
| totale       | totale | N'              | P'              |        |

Così facendo è possibile calcolare:
- accuratezza: {\displaystyle ACC={\frac {(VP+VN)}{(VP+VN+FP+FN)}}}
- probabilità di falso allarme: {\displaystyle P_{FA}={\frac {FP}{(VP+FP)}}}
- probabilità di mancato allarme: {\displaystyle P_{MA}={\frac {FN}{(VN+FN)}}}